# Bakacakkadı, Gökçebey
Bakacakkadı là một xã thuộc huyện Gökçebey, tỉnh Zonguldak, Thổ Nhĩ Kỳ. Dân số thời điểm năm 2011 là 2887 người.